# Lisciano Niccone
Lisciano Niccone est une commune italienne de la province de Pérouse dans la région Ombrie en Italie.

## Géographie
Lisciano Niccone est située sur les pentes du Monte Castiglione, à une courte distance de la ville de Cortona. Elle se trouve sur le versant droit de la vallée de la rivière Niccone et domine le réseau routier qui relie la vallée du Tibre, le lac Trasimène et la Val di Chiana. Située à une altitude de 314 m, elle est distante d'environ 42 km de Pérouse et 18 km de Umbertide. Sa superficie est de 35,52 km2.

## Administration
| Période                                  | Période  | Identité       | Étiquette    | Qualité |
| ---------------------------------------- | -------- | -------------- | ------------ | ------- |
| 08/06/2009                               | En poste | Luca Turcheria | Lista Civica |         |
| Les données manquantes sont à compléter. |          |                |              |         |

### Hameaux
Pian di Marte, Reschio, San Martino, Val di Rose, Crocicchia, Cosparini

### Communes limitrophes
Cortona, Passignano sul Trasimeno, Tuoro sul Trasimeno, Umbertide